# زبابة جزيرة سانت لورنس
زبابة جزيرة سانت لورنس (الاسم العلمي: Sorex jacksoni) (بالإنجليزية: St. Lawrence Island Shrew)‏ هي نوع من الثدييات يتبع جنس الزبابة من الفصيلة الزبابات         .	